# AVN Award for Female Performer of the Year
L'AVN Award for Female Performer of the Year è un premio pornografico assegnato all'attrice votata come migliore dalla AVN, l'ente che assegna gli AVN Awards, riconosciuti come i migliori premi del settore (paragonabile al Premio Oscar).
Come per gli altri premi, viene assegnato nel corso di una cerimonia che si svolge a Las Vegas, solitamente nel mese di gennaio, dal 1993.
L'attrice statunitense Ashlyn Gere è stata la prima ad essere premiata. Tori Black invece è stata la prima attrice ad aggiudicarsi per due volte il premio nel 2010 e nel 2011, record battuto però dall'australiana Angela White che è riuscita a vincere tre volte consecutivamente (2018, 2019 e 2020).

## Vincitrici e candidate

### Anni 1990
| Anno            | 1993        | 1994 | 1995 | 1996 | 1997 | 1998 | 1999 |
| --------------- | ----------- | --- | --- | --- | --- | --- | --- |
| Vincitrice      | Ashlyn Gere | Debi Diamond                                                                                              | Asia Carrera | Kaitlyn Ashley | Missy | Stephanie Swift | Chloe |
| Altre candidate |             | Rebecca Bardoux Celeste Ashlyn Gere Shayla LaVeaux Leena Tiffany Mynx P. J. Sparxx Crystal Wilder Ona Zee | Tammi Ann Ariana Kaitlyn Ashley Misty Rain Shane Ashlyn Gere Sarah Jane Hamilton Kylie Ireland Leena Tyffany Million Brittany O'Connell | Tammi Ann Juli Ashton Celeste Careena Collins Jeanna Fine Tera Heart Melissa Hill Jenna Jameson Lana Sands Nici Sterling | Juli Ashton Alex Dane Jeanna Fine Melissa Hill Jenna Jameson Jill Kelly Christi Lake Shayla LaVeaux Caressa Savage Nici Sterling Nikki Tyler | Chloe Jill Kelly Christi Lake Dyanna Lauren Shanna McCullough Mila Missy Tiffany Mynx Julie Rage Jasmin St. Claire Serenity Stacy Valentine | Johnni Black Asia Carrera Roxanne Hall Alisha Klass Jill Kelly Midori Mocha Tiffany Mynx Silvia Saint Serenity Stacy Valentine |

### Anni 2000
| Anno            | 2000                                                                                       | 2001 | 2002                                                                                               | 2003 | 2004 | 2005 | 2006 | 2007 | 2008 | 2009 |
| --------------- | ------------------------------------------------------------------------------------------ | --- | -------------------------------------------------------------------------------------------------- | --- | --- | --- | --- | --- | --- | --- |
| Vincitrice      | Inari Vachs                                                                                | Jewel De'Nyle | Nikita Denise                                                                                      | Aurora Snow | Ashley Blue | Lauren Phoenix | Audrey Hollander | Hillary Scott | Sasha Grey | Jenna Haze |
| Altre candidate | Chloe Sabrina Johnson Alisha Klass Monique Raylene Serenity Alexandra Silk Stephanie Swift | Jessica Darlin Sophie Dee Bridgette Kerkove Shelbee Myne Kristi Myst Alexandra Quinn Serenity Sydnee Steele Inari Vachs Ava Vincent | Chloe Jewel De'Nyle Bridgette Kerkove Monique Taylor St. Claire Serenity Sydnee Steele Ava Vincent | April Flowers Briana Banks Belladonna Calli Cox Nikita Denise Jewel De'Nyle Jessica Drake Devinn Lane Jodie Moore Obsession Michele Raven Olivia Saint Nicole Sheridan Taylor St. Claire Sydnee Steele | Sunrise Adams Belladonna Jessica Darlin Olivia Del Rio Jewel De'Nyle Bridgette Kerkove Devinn Lane Ashley Long Carmen Luvana Gina Lynn Monique Taylor Rain Savanna Samson Aurora Snow | Ashley Blue Cindy Crawford Cytherea Jessica Drake Ariana Jollee Katja Kassin Katrina Kraven Gina Lynn Julie Night Jayna Oso Taylor Rain Alicia Rhodes Savanna Samson Venus | Jada Fire Nicki Hunter Roxy Jezel Ariana Jollee Dillan Lauren Mélissa Lauren Missy Monroe Gia Paloma Lauren Phoenix Taylor Rain Sandra Romain Brittney Skye Flower Tucci Venus | Belladonna Jasmine Byrne Jada Fire Jenna Haze Roxy Jezel Kimberly Kane Kinzie Kenner Tory Lane Sunny Lane Shy Love Marie Luv Sandra Romain Sativa Rose Flower Tucci | Monique Alexander Courtney Cummz Stormy Daniels Jada Fire Jenna Haze Jesse Jane Sunny Lane Rebeca Linares Brianna Love Kirsten Price Amy Ried Savanna Samson Annette Schwarz Hillary Scott | Belladonna Ashlynn Brooke Roxy DeVille Jessica Drake Sasha Grey Jenny Hendrix Jesse Jane Kayden Kross Sunny Lane Sunny Leone Rebeca Linares Marie Luv Gianna Michaels Bobbi Starr Alexis Texas |

### Anni 2010
| Anno            | 2010 | 2011 | 2012 | 2013 | 2014 | 2015 | 2016 | 2017 | 2018 | 2019 |
| --------------- | --- | --- | --- | --- | --- | --- | --- | --- | --- | --- |
| Vincitrice      | Tori Black | Tori Black | Bobbi Starr | Asa Akira | Bonnie Rotten | Anikka Albrite | Riley Reid | Adriana Chechik | Angela White | Angela White |
| Altre candidate | Belladonna Lexi Belle Ashlynn Brooke Dana DeArmond Chayse Evans Jenna Haze Kayden Kross Jesse Jane Amber Rayne Nikki Rhodes Ann Marie Rios Kristina Rose Bobbi Starr Misty Stone | Asa Akira Monique Alexander Lexi Belle Jenna Haze Kagney Linn Karter Kimberly Kane Kayden Kross Faye Reagan Kristina Rose Andy San Dimas Bobbi Starr Riley Steele Misty Stone Alexis Texas | Asa Akira Lexi Belle Dana DeArmond Gracie Glam Allie Haze Jesse Jane Kagney Linn Karter Kimberly Kane Kayden Kross Lily LaBeau Phoenix Marie Chanel Preston Kristina Rose Andy San Dimas Alexis Texas | Jessie Andrews Eva Angelina Lexi Belle Lily Carter Dana DeArmond Skin Diamond Gracie Glam Allie Haze Kayden Kross Lily LaBeau Brooklyn Lee Chanel Preston Kristina Rose Samantha Saint Andy San Dimas Bobbi Starr Jada Stevens Misty Stone Alexis Texas | Asa Akira Anikka Albrite Bailey Blue Dani Daniels Dana DeArmond Skin Diamond Allie Haze Remy LaCroix Maddy O'Reilly Chanel Preston Riley Reid Samantha Saint Sheena Shaw Jada Stevens | A.J. Applegate Adriana Chechik Dani Daniels Skin Diamond Veruca James Zoey Monroe Maddy O'Reilly Chanel Preston Romi Rain Riley Reid Bonnie Rotten Dahlia Sky Jada Stevens Jodi Taylor | Anikka Albrite August Ames A.J. Applegate Vicki Chase Adriana Chechik Carter Cruise Dani Daniels Aidra Fox Keisha Grey Jillian Janson Eva Lovia Maddy O'Reilly Romi Rain Kleio Valentien | Anikka Albrite August Ames A.J. Applegate Vicki Chase Abella Danger Aidra Fox Keisha Grey Chanell Heart Katrina Jade Jillian Janson Sara Luvv Megan Rain Riley Reid Veronica Rodriguez | August Ames Adriana Chechik Abella Danger Aidra Fox Keisha Grey Holly Hendrix Katrina Jade Elsa Jean Eva Lovia Riley Reid Lana Rhoades Jessa Rhodes Natalia Starr Gina Valentina | Adriana Chechik Abella Danger Honey Gold Katrina Jade Elsa Jean Jill Kassidy Abigail Mac Ariana Marie Kira Noir Riley Reid Kristen Scott Kissa Sins Gina Valentina Whitney Wright |

### Anni 2020
| Anno            | 2020 | 2021 | 2022 | 2023 | 2024 | 2025 |
| --------------- | --- | --- | --- | --- | --- | --- |
| Vincitrice      | Angela White | Emily Willis | Gianna Dior | Kira Noir | Vanna Bardot | Anna Claire Clouds |
| Altre candidate | Adriana Chechik Abella Danger Joanna Angel Ana Foxxx Alina Lopez Abigail Mac Kira Noir Kenzie Reeves Riley Reid Karma Rx Kristen Scott Jane Wilde Emily Willis Whitney Wright | Adriana Chechik Abella Danger Gia Derza Gianna Dior Ana Foxxx Emma Hix Kenna James Alina Lopez Kira Noir Kyler Quinn Kenzie Reeves Naomi Swann Angela White Jane Wilde | Aiden Ashley Vanna Bardot Lulu Chu Avery Cristy Gia Derza Emma Hix Kenna James Kira Noir Kenzie Reeves Scarlit Scandal Alexis Tae Angela White Jane Wilde Emily Willis | Aiden Ashley Vanna Bardot Lilly Bell Blake Blossom Savannah Bond Anna Claire Clouds Gianna Dior Ana Foxxx Kenna James Maddy May April Olsen Alexis Tae Angela White Jane Wilde | Lilly Bell Blake Blossom Lulu Chu Anna Claire Clounds Nicole Doshi Ana Foxxx Liz Jordan Maddy May Kira Noir Kylie Rocket Alexis Tae Angela White Jennifer White Angel Youngs | Vanna Bardot Lilly Bell Blake Blossom Jewelz Blue Chanel Camryn Nicole Doshi Liz Jordan Cherry Kiss Kira Noir Octavia Red Willow Ryder Angela White Jennifer White Angel Youngs |